# Porphyra
Die Porphyra (Πορφύρα) war ein Teil des Großen Palastes in Konstantinopel, in der traditionellerweise die kaiserlichen Kinder geboren wurden. Wer hier zur Welt gekommen war, konnte Anspruch auf den Beinamen Porphyrogenetos erheben. 
Erstmals erwähnt wird die Porphyra zum Jahr 797 bei Theophanes. Nach Anna Komnena handelte es sich um ein würfelförmiges Gebäude mit pyramidenförmigem Dach. Aus den Fenstern bot sich ein Blick auf den Hafen vor dem Bukoleon-Palast, „wo die Ochsen und Löwen aus Stein stehen“. Der Boden und die Wände waren mit Porphyr verkleidet, den „frühere Kaiser aus Rom gebracht hatten“. Er war purpurfarben mit kleinen weißen Flecken und gab dem Raum den Namen.
Dieser ausschließlich dem Kaiserhaus vorbehaltene Stein stammt ursprünglich aus dem kaiserlichen Steinbruch von Mons Porphyrites, dem einzigen bekannten Vorkommen von purpurrotem Porphyr in der östlichen Wüste von Ägypten.